# Cao Hy Hy
Cao Hy Hy (tiếng Trung: 高希希; sinh ngày 16 tháng 6 năm 1962) là một đạo diễn và nhà sản xuất phim truyền hình người Trung Quốc, nổi tiếng với việc đạo diễn một số phim truyền hình Trung Quốc thành công về mặt thương mại. Ông làm việc tại Trung tâm Nghệ thuật Truyền hình thuộc Không quân Quân Giải phóng Nhân dân. Ông chính là đạo diễn của bộ phim Tân Tam Quốc, bộ phim có kinh phí hơn 160 triệu nhân dân tệ (30 triệu đô la Mỹ) và mất 5 năm cho việc sản xuất phim. Bộ phim bắt đầu được quay vào tháng 10 năm 2008 và được phát hành tại Trung Quốc vào tháng 5 năm 2010. Bộ phim đã giành được giải bạc Phim truyền hình hay nhất của Liên hoan Phim truyền hình quốc tế Thượng Hải. Đạo diễn Cao Hy Hy đoạt giải Đạo diễn của năm 2010 trong sự kiện Quốc kịch thịnh điển và diễn viên Trần Kiến Bân thủ vai Tào Tháo đoạt giải Nam diễn viên xuất sắc nhất của Giải thưởng Truyền hình Quốc tế Seoul.

## Tiểu sử
Ông tốt nghiệp trường trung học phổ thông số 3 Nam Xương năm 1978 và học chuyên ngành mỹ thuật tại Trường Nghệ thuật Giang Tây trước khi tiếp tục học tại Học viện Mỹ thuật Chiết Giang. Sau khi tốt nghiệp, Cao Hy Hy làm việc với vai trò thiết kế nghệ thuật tại Hãng phim Giang Tây. Năm 1990, Cao Hy Hy trúng tuyển vào khoa đạo diễn của Học viện Điện ảnh Bắc Kinh.
Sau khi tốt nghiệp Học viện Điện ảnh, ông bắt đầu quay và sản xuất phim truyền hình, phim điện ảnh và các tác phẩm khác vào năm 1994. Trong nhiều năm trở lại đây, trọng tâm công việc của Cao Hy Hy là làm phim truyền hình.

## Phim ảnh

### Với tư cách là đạo diễn
Cao Hy Hy đã đạo diễn hơn 50 bộ phim điện ảnh và phim truyền hình. Những bộ phim tiêu biểu của ông bao gồm:
- Băng Các (2001)[7]
- Thập kỷ hôn nhân (2003)
- Bầu trời lịch sử (2003)
- Hạnh phúc như hoa (2005)
- Tân Bến Thượng Hải (2007)
- Tân Tam Quốc (2010)
- Hán Sở truyền kỳ (2012)
- Mao Trạch Đông (2013)
- Tiếp xúc độc quyền (2014)
- For Love or Money (2014)
- Hoàng đế vĩ đại thời nhà Tống (2015)
- Quy tắc trò chơi (2017)
- Thời đại hoàng gia (2018)
- Chiến thắng quyết định (2021)

### Với tư cách là giám đốc sản xuất
- Khuynh thế hoàng phi (2011)
- Bảy người bạn (2014)
- Độc cô thiên hạ (2018)

## Giải thưởng
- Lịch sử bầu trời
- Giải nhất cho Phim truyền hình dài tập tại Giải thưởng Phi Thiên lần thứ 25
- Giải Phim truyền hình xuất sắc tại Giải thưởng Kim Ưng lần thứ 23
- Giải thưởng Văn học nghệ thuật Bắc Kinh lần thứ 5
- Giải thưởng Đạo diễn phim truyền hình xuất sắc nhất tại Giải thưởng Xuân Nhạn Điện ảnh và Truyền hình Bắc Kinh lần thứ 15